# Rhamphidarpoides aloysiisabaudiae
Rhamphidarpoides aloysiisabaudiae är en mångfotingart som först beskrevs av Filippo Silvestri 1907.  Rhamphidarpoides aloysiisabaudiae ingår i släktet Rhamphidarpoides och familjen Odontopygidae. Inga underarter finns listade i Catalogue of Life.